# Lasioglossum euboeense
Lasioglossum euboeense är en biart som först beskrevs av Embrik Strand 1909.  Lasioglossum euboeense ingår i släktet smalbin, och familjen vägbin. Inga underarter finns listade i Catalogue of Life.